# الابن الآخر
الابن الآخر هو فيلم من نوع دراما أُصدر في 2012. الفيلم من إخراج لورين ليفي، أما السيناريو فكان من كتابة لورين ليفي وناتالي ساوجيون

## القصة
تداعيات معقدة تواجه عائلتين - واحدة إسرائيلية والأخرى فلسطينية - بعد أن يكتشفوا بعد 18 عاما أن أبنائهم «جوزيف» (جول سيتروك) و«ياسين» (مهدي دهبي) قد تم بدّلا عن طريق الخطأ بعد الولادة بفعل ارتباك في مستشفى حيفا، نتج عن القصف في واحدة من مواجهات الصراع العربي الإسرائيلي.
تدور أحداث الفيلم في حيفا وتل أبيب. وقصة الفيلم الرئيسية حول الصراع العربي الإسرائيلي ورهاب الأجانب.

## طاقم التمثيل
- عزرا داغان
- Ori Lachmi  [لغات أخرى]‏
- إيمانويلي ديفوس
- مهدي دهبي
- جولز سيتروك
- عرين عمري
- شيرا ناؤور
- خليفه ناطور
- لانا ايتنغر  [لغات أخرى]‏
- لؤي نوفي  [لغات أخرى]‏
- محمود شلبي
- باسكال الالب
- Gilles Ben-David  [لغات أخرى]‏
- Tomer Offner  [لغات أخرى]‏
- تمار شيم اور  [لغات أخرى]‏
- Bruno Podalydès [الإنجليزية]‏

## الإنتاج
موسيقى الفيلم التصويرية كانت من تأليف ظافر يوسف.

## وصلات خارجية
- الابن الآخر على موقع IMDb (الإنجليزية)
- الابن الآخر على موقع ميتاكريتيك (الإنجليزية)
- الابن الآخر على موقع روتن توميتوز (الإنجليزية)
- الابن الآخر على موقع نتفليكس (الإنجليزية)
- الابن الآخر على موقع ألو سيني (الفرنسية)
- الابن الآخر على موقع Turner Classic Movies (الإنجليزية)
- الابن الآخر على موقع أول موفي (الإنجليزية)
- الابن الآخر على موقع بوكس أوفيس موجو (الإنجليزية)
- الابن الآخر على موقع فيلمافينيتي (الإسبانية)
- الابن الآخر على موقع قاعدة بيانات الفيلم (الإنجليزية)